# Жизнів
Жизнів (пол. Żyznów) — село в Польщі, у гміні Стрижів Стрижівського повіту Підкарпатського воєводства.
Населення — 897 осіб (2011).

## Етнографія
Лінгвісти зараховували українців даної місцевості до «замішанців» — проміжної групи між лемками і надсянцями.

## Історія
Українці-грекокатолики села поступово зазнавали процесів латинізації та подальшої полонізації. Вони належали до парафії Бонарівка Короснянського деканату Перемишльської єпархії.
Після Другої світової війни село опинилось на теренах ПНР.
У 1975-1998 роках село належало до Ряшівського воєводства.

## Демографія
Демографічна структура станом на 31 березня 2011 року:
|          | Загалом | Допрацездатний вік | Працездатний вік | Постпрацездатний вік |
| -------- | ------- | ------------------ | ---------------- | -------------------- |
| Чоловіки | 452     | 87                 | 314              | 51                   |
| Жінки    | 445     | 87                 | 241              | 117                  |
| Разом    | 897     | 174                | 555              | 168                  |

## Пам’ятки
- Палацовий комплекс, який складається з палацу, адміністративного будинку, стайні й парку.
- Мурований костел 1862 року.